# 魏德霍芬
魏德霍芬（德語：Waidhofen，發音：[ˈvaɪtˌhoːfn̩]）是德国巴伐利亚州上巴伐利亚行政区诺伊堡-施罗本豪森县的市镇，面积27.32平方千米，2023年12月31日人口为2,282人。